# Předotice
Předotice település Csehországban, Píseki járásban. Předotice Čížová, Sedlice, Drhovle, Mirotice és Cerhonice településekkel határos. Lakosainak száma 589 fő (2024. január 1.).

## Népesség
A település lakosságának változását az alábbi diagram mutatja:
| Lakosok száma | 1556 | 1394 | 1332 | 844  | 610  | 497  | 529  | 566  | 589  | 589  |
|               | 1869 | 1900 | 1921 | 1961 | 1980 | 2011 | 2016 | 2019 | 2021 | 2024 |